# Станкувате
Станкува́те — село в Україні, у Вільшанській селищній громаді Голованівського району Кіровоградської області. Населення становить 474 осіб. Колишній орган місцевого самоврядування — Станкуватська сільська рада.

## Історія
25-26 січня 1920 року у Станкуватому під час Зимового походу зупинявся на ночівлю Кінний полк Чорних Запорожців Армії УНР.
Під час організованого радянською владою Голодомору 1932—1933 років померло щонайменше 250 жителів села.

## Населення
Згідно з переписом УРСР 1989 року чисельність наявного населення села становила 451 особа, з яких 200 чоловіків та 251 жінка.
За переписом населення України 2001 року в селі мешкало 468 осіб.

### Мова
Розподіл населення за рідною мовою за даними перепису 2001 року:
| Мова       | Відсоток |
| ---------- | -------- |
| українська | 70,25 %  |
| болгарська | 21,31 %  |
| молдовська | 5,49 %   |
| російська  | 2,53 %   |
| білоруська | 0,42 %   |

## Відомі люди
Народилися
- Терлецький Олександр Степанович (1911-1942) — радянський партизан.
- Величко Степан Петрович (нар. 1947) — доктор педагогічних наук, професор.